# NGC 2260
NGC 2260 is een open sterrenhoop in het sterrenbeeld Eenhoorn. Het hemelobject werd op 1 januari 1786 ontdekt door de Duits-Britse astronoom William Herschel.